# ディズニーランド・リゾート
ディズニーランド・リゾート（英語: Disneyland Resort、略称: DLR）は、ウォルト・ディズニー・カンパニーが所有・運営する、アメリカ合衆国カリフォルニア州アナハイムにあるテーマパークを中心としたリゾート施設群。

## 概要
世界の「ディズニーリゾート」のうち最も歴史の古いもので、ウォルト・ディズニー本人が直接手がけた唯一のパークである。
「ディズニーランド・リゾート」という名は、後から名付けられたもので開園当初はディズニーランド単体で呼ばれていた。テーマパークからホテルなどを導入し、リゾート化を決定した。

## 日本人向けのサービス
1970年代以降に日本からの観光客が増加したため、日本人向けのサービスが充実している。
- 公式ウェブサイトには日本語バージョンが用意されている。
- 日本語のマップが用意されている。
- 一部アトラクションでは日本語で聞くことが出来るレシーバレンタルサービスがある。
- 日本語を含む英語以外の言葉を話せるキャストはネームタグ（名札）に話せる国の国旗シールが貼られている。
- パーク内にあるコインロッカーは操作画面で日本語を選択できる。

## ディズニーリゾート内の構成施設
3つのディズニーホテル、2つのディズニーパーク、1つの商業施設群、モノレール（交通機関）で構成される。

### ディズニーパーク
- ディズニーランド (Disneyland) - 1955年から現在まで、5億1500万人以上の入場客が訪れている、世界で初のディズニーパークであり、また初めて公式にテーマパークと分類された施設。
- ディズニー・カリフォルニア・アドベンチャー (Disney California Adventure) - 2001年にオープンした、ディズニーランド・リゾートで2つ目のディズニーパーク。

### ホテル
- ディズニーランド・ホテル (Disneyland Hotel) - 世界で初めてのディズニー・ホテル、モノレールでディズニーランドに接続。
- ディズニー・グランド・カリフォルニアン・ホテル&スパ (Disney's Grand Californian Hotels & Spa) - ディズニー・カリフォルニア・アドベンチャーに隣接するホテル。
- ディズニー・パラダイス・ピア・ホテル (Disney's Paradise Pier Hotel) - ディズニーランド・リゾート拡張の一部としてディズニーが買収、2001年に改名されたホテル。

### モノレール
- ディズニーランド・モノレール (Disneyland Monorail System) - ディズニーランド・リゾート内の交通機関。

### 商業施設
- ダウンタウン・ディズニー (Downtown Disney) - 飲食店や物販店が入居する屋外型ショッピングモール。

## 歴史
世界で最初のディズニーパークであるディズニーランドは1955年に開園し、その3か月後にディズニーランド・ホテルが開業した。これらは極めて多くのゲストが訪れ大成功したが、その周囲の多くはウォルト・ディズニー・カンパニーの所有地ではなかったため、ディズニーはそれ以上の施設を建てることができず、安いモーテルなどが乱立する状況になってしまった。この状況をディズニーランドの考案者であるウォルト・ディズニーは快く思わず、その後ディズニー・ワールド(現在:ウォルト・ディズニー・ワールド・リゾート)を建設する際には、カリフォルニアでの過ちを繰り返さないよう、周辺の土地も全て買い上げたうえで極秘に建設を進めた。その試みは成功したが、1966年12月にウォルト・ディズニーは亡くなり、兄のロイ・O・ディズニーはディズニー・ワールドから、ウォルト・ディズニー・ワールド・リゾートに改名し、1971年に開業した。
ウォルト・ディズニー・ワールドの開発が一段落した1990年代後半、新たにディズニーランド・リゾートの拡張計画が作られ、ウォルト・ディズニー・カンパニーはディズニーランド周辺の土地を購入し、新たなパークやホテルを作ることとなる。さらにディズニーランドの近くにあった「パン・パシフィック・ホテル」を東急グループから買収し、新たなディズニーホテルの「ディズニー・パラダイス・ピア・ホテル」としてリニューアルオープンさせた。
結果として、新たに購入した土地とディズニーランドの駐車場だった敷地を合わせ、ディズニー・カリフォルニア・アドベンチャー、ダウンタウン・ディズニーの一部、ディズニー・グランド・カリフォルニアン・ホテル、新しい立体駐車場が建設された。この「ミッキー・アンド・フレンズ・パーキング」と呼ばれる駐車場は、西半球で最大の立体駐車場である。これらの施設は2001年に開業した。
2005年のディズニーランド・パーク50周年では、同パークのキャッチコピー「The Happiest Place on Earth.（地球上で一番ハッピーな場所）」になぞらえた「The Happiest Homecoming on Earth.（地球上で一番ハッピーな帰郷）」として、18か月にわたる祝賀イベントを行った。
2015年にディズニーランドの開園60周年を迎え、ダイヤモンドを基調とした装飾や、新しいエンターテインメントも追加された。
2019年5月31日にはディズニーランドにディズニーパーク初映画『スター・ウォーズ』の主に続3部作をテーマとした「スター・ウォーズ:ギャラクシーズ・エッジ」がオープンした。
2020年3月14日より2019新型コロナウイルスにより、アメリカ国内の感染者が多発のため、両パークの閉園を決定。17日からはディズニーホテルも閉鎖。

## 沿革
- 1954年7月17日 - ウォルト・ディズニーがテレビ番組『ディズニーランド』で、新機軸の娯楽形態「テーマパーク」の計画を発表
- 1955年7月17日 - ディズニーランド報道公開（開園）
- 1955年7月18日 - ディズニーランド一般公開
- 1955年10月5日 - ディズニーランド・ホテル開業
- 1959年7月17日 - ウォルト・ディズニーの初期構想に基づいてトゥモローランドを改装し再オープン（新アトラクションは4つ）
- 1980年7月17日 - ディズニーランド開園25周年
- 1994年8月9日 - ウォルト・ディズニー・カンパニーの取締役がディズニーの十年計画の中で、ディズニーランドの新アトラクションと第2テーマパークを発表
- 2000年12月15日 - ディズニー・パラダイス・ピア・ホテル開業（旧パン・パシフィック・ホテル）
- 2001年1月2日 - ディズニー・グランド・カリフォルニアン・ホテル&スパ開業
- 2001年2月8日 - ディズニー・カリフォルニア・アドベンチャー、建設計画の4分の3の規模で開園
- 2005年7月17日 - ディズニーランド開園50周年
- 2015年5月22日 - ディズニーランド開園60周年イベントスタート
- 2020年
  - 3月14日 - 新型コロナウイルス感染症の影響により休園[1]。
  - 11月 - 「Mickey and the Magical Map」、「Frozen Live at the Hyperion」が再開を待たずに終了と発表[2]。
  - 11月19日 ディズニー・カリフォルニア・アドベンチャー「Buena Vista Street」がダウンタウン・ディズニーの一部として再開[3]。
- 2021年
  - 3月18日 - 「A Touch of Disney」としてディズニーランドおよびディズニー・カリフォルニア・アドベンチャーを部分的に再開。アトラクションの運営はない[4]。
  - 4月29日 - 「ディズニー・グランド・カリフォルニアン・ホテル＆スパ」が再開[5]。
  - 4月30日 - ディズニーランド、ディズニー・カリフォルニア・アドベンチャーが運営再開。当面はカリフォルニア州の住民のみが入園できる[6]。『Haunted Mansion』をリニューアル[7]。『King Arthur Carrousel』がリニューアル[8]。
  - 5月27日 - カリフォルニア州外のゲストを6月15日より受け入れると発表[9]。
  - 5月28日 - ディズニーグランド・カリフォルニアン・ホテル＆スパのレストラン『Napa Rose』、『Storytellers Cafe』再開[10]。
  - 6月2日 - ディズニー・カリフォルニア・アドベンチャーにてAvengers Campus』オープニングセレモニーを実施[11]。
  - 6月4日 - ディズニー・カリフォルニア・アドベンチャーに『Avengers Campus』がオープン[12]。
  - 6月15日 - 『ディズニー・パラダイス・ピア・ホテル』再開[10]。
  - 7月5日 - 『ディズニーランド・ホテル』再開[13]。
  - 7月15日 - 『Jungle Cruise』がリニューアルオープン[14]。